# Winfield (Missouri)
Winfield – miasto w Stanach Zjednoczonych, w stanie Missouri, w hrabstwie Lincoln.